# Real Love
Real Love är en låt av The Beatles, skriven av John Lennon, som gjorde en demoinspelning av den - sannolikt 1979. Inför det s.k. Anthology-projektet byggde de då levande Beatlesmedlemmarna Paul McCartney, George Harrison och Ringo Starr vidare på denna demo till en komplett låt producerad av Jeff Lynne från Electric Light Orchestra.
Real Love är huvudspår på CD-EP:n Real Love, som kom ut den 5 mars 1996. Låten är även med på dubbel-CD:n Anthology 2, som gavs ut den 19 mars 1996.